# Vernon Subutex, 3
Pour les articles homonymes, voir Vernon Subutex (homonymie).
Vernon Subutex, 3 est le troisième et dernier tome du cycle éponyme écrit par Virginie Despentes durant la période 2014-2017. Il est paru le 24 mai 2017 aux éditions Grasset, deux ans après la publication du deuxième tome.

## Écriture du roman
Initialement prévue pour fin 2015 – lors de la conception de la trilogie, que son auteure voulait intégrer dans une année calendaire – l'écriture du troisième tome est plus longue qu'envisagée, repoussant sa parution à 2016 puis finalement à mai 2017.

## Résumé
Vernon Subutex revient à Paris pour voir un dentiste. Depuis quelque temps s'est formée autour de lui une communauté qui vient l'écouter lors de transes secrètes appelées « convergences ». Ils vont de lieu en lieu, comme les rave party et reçoivent des visions extatiques sans aucune prise de drogue, en dansant sur la musique que passe Subutex qui utilise les enregistrements d'Alex Bleach.
À Paris, Vernon passe chez Charles, le vieil ivrogne qu'il a connu quand il vivait dans la rue : sa compagne Véro lui apprend qu'il est mort et leur laisse la moitié de son héritage, une somme d'un million d'euros gagnée au loto. Vernon revient au camp et parle de cette somme aux autres membres de la communauté, qui commencent à se déchirer sur son utilisation. Soupçonné de vouloir tout garder pour lui, Vernon part brusquement et devient DJ itinérant. Les convergences cessent et la communauté se sépare.
Pendant ce temps, le producteur Laurent Dopalet cherche à se venger de l'agression dont il a été victime de la part d'Aïcha et de Céleste. Max, un ancien manager d'Alex Bleach qui a pour but de faire une exploitation commerciale des convergences, entre en contact avec Dopalet et retrouve pour lui Céleste à Barcelone. Il la fait séquestrer et fait venir Dopalet ; frappée, violée et laissée à la merci d'une brute, elle est finalement libérée par la Hyène et d'autres membres du groupe.
Tandis que le climat s'assombrit dans une France affectée par les attentats de 2015 et 2016, Subutex finit par se réconcilier avec le groupe et les convergences reprennent.
Max contacte une adolescente perturbée qui, pour son compte, s'arme et va massacrer la totalité de la communauté, avant d'être elle-même abattue par Max. Celui-ci s'associe avec Dopalet pour produire une série à succès sur l'histoire des convergences et de Subutex, que tout le monde croit mort. Il a en fait survécu à la tuerie et Marcia, la trans brésilienne avec qui il a eu autrefois une liaison, le retrouve dans le métro, à nouveau clochard.
Subutex finit sa vie plusieurs dizaines d'années plus tard dans la discrétion avec Aïcha. La fin du roman dépeint dans le futur la secte Subutex comme les premiers chrétiens, d'autant que Vernon Subutex sera aperçu après sa mort présumée, ce qui accrédite encore davantage la théorie du gourou christique. Les adeptes de la secte sont d'abord interdits, persécutés puis tolérés. Des siècles plus tard, il apparaît qu'Alex Bleach et Vernon Subutex avaient ouvert une voie dans l'âme humaine pour connecter les participants. Subutex a construit une religion.

## Éditions
- Éditions Grasset[2], 2017  (ISBN 978-2-246-86126-3).
- Le Livre de poche, 2018, 408 p.,  (ISBN 978-2-253-90672-8).